# 榮町 (臺中市)

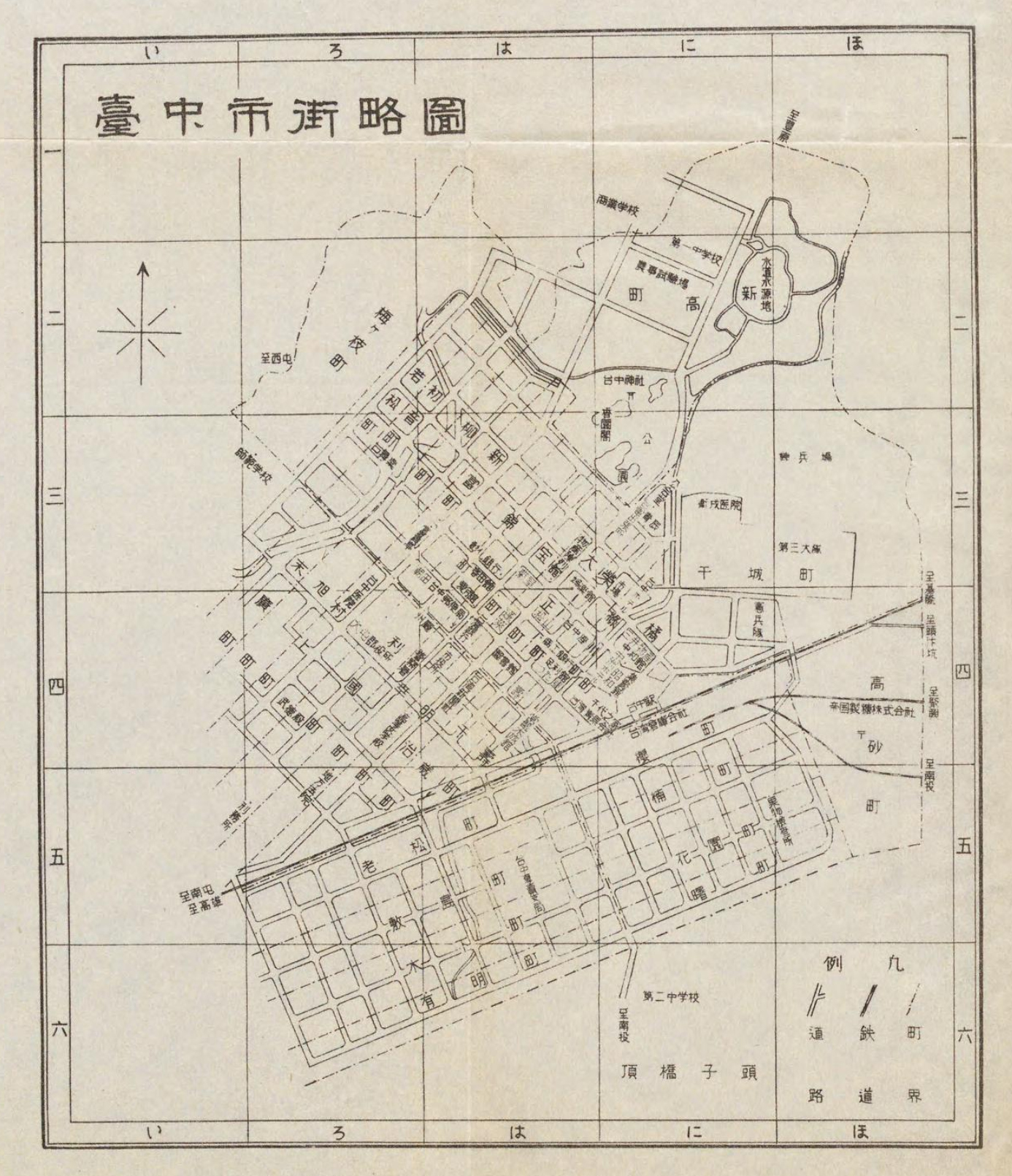
臺中市街略圖

榮町為台灣日治時期臺中州臺中市的町，分為六丁目；其最初在1916年公告為通稱町名，在1926年4月1日的町名改正公告中才正式設立，原臺中市大字的臺中改為31個町。榮町通為現今的繼光街（民權路以北的部分）。

## 町內設施

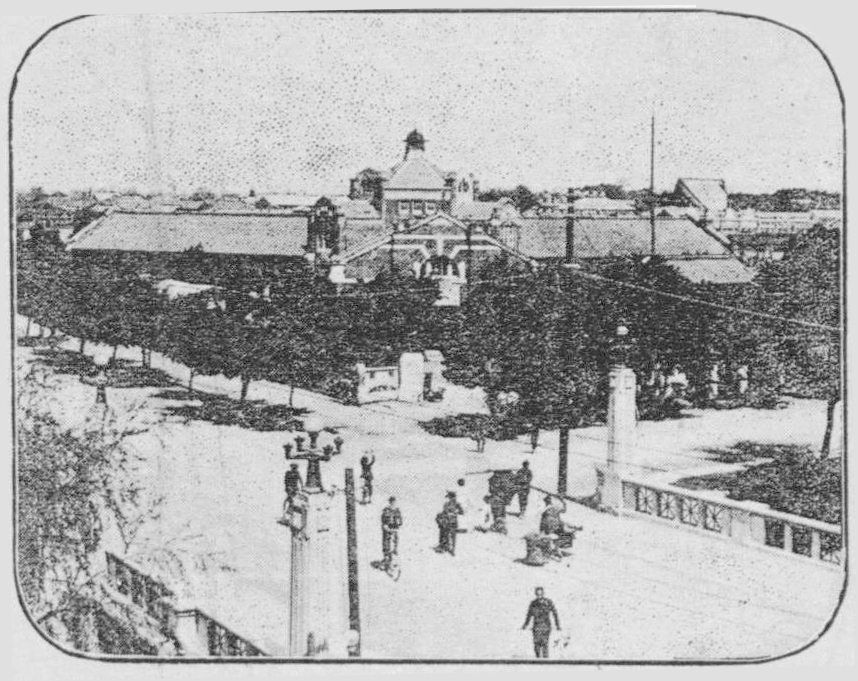
台中市第一市場

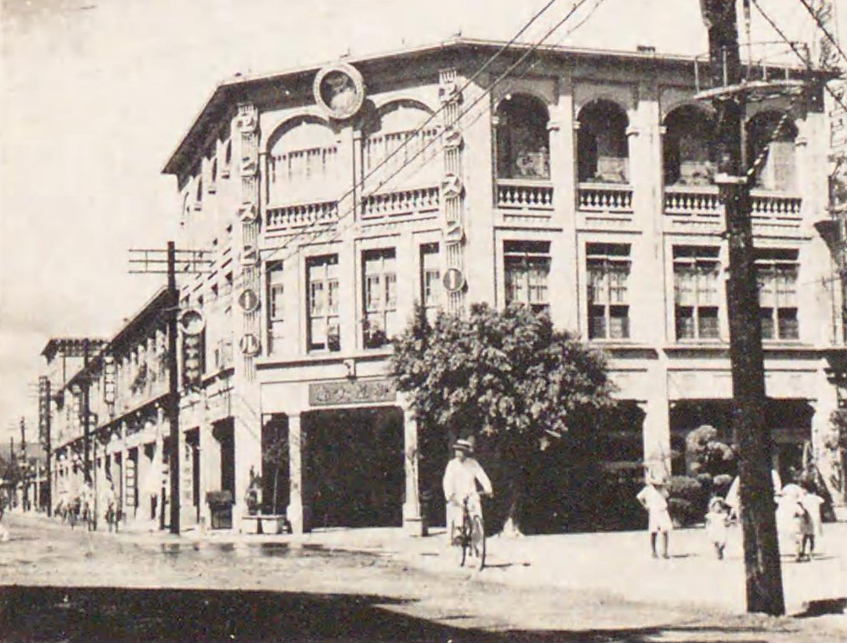
臺中市營店舖

一丁目
- 大阪每日新聞社台中通信部
- 臺灣勸業無盡株式會社台中支店
- 台灣新民報社台中支局
- 大東信託株式會社

二丁目
- 日蓮宗台中布教所（現 法華寺）
- 森永製品台灣販賣株式會社台中出張所
- 臺灣拓殖株式會社台中出張所
- 台灣證券商事株式會社
- 台灣商工銀行台中支店
- 臺灣貯蓄銀行台中支店

三丁目
四丁目
- 臺中市第一市場（原址現為東協廣場）

- 臺中市營貸店舖

- 台中座

五丁目
- 台中寺

六丁目